# اچ‌ام‌اس لیگ (دی۲۳)
اچ‌ام‌اس لیگ (دی۲۳) (به انگلیسی: HMS Premier (D23)) یک کشتی بود که طول آن ۴۹۵ فوت ۷ اینچ (۱۵۱٫۰۵ متر) بود. این کشتی در سال ۱۹۴۳ ساخته شد.